# Eviota monostigma
Eviota monostigma är en fiskart som beskrevs av Fourmanoir, 1971. Eviota monostigma ingår i släktet Eviota och familjen smörbultsfiskar. Inga underarter finns listade i Catalogue of Life.